# خوان براون
خوان اجناسيو براون (بالإسبانية: Juan Ignacio Brown)‏ (مواليد 30 سبتمبر 1977 في لا بلاتا ، الأرجنتين) لاعب كرة قدم ومدرب أرجنتيني وابن النجم الأرجنتيني السابق خوسيه لويس براون الذي استدعي لقائمة منتخب بلاده عام 1986 عوضا عن زميله دياز، قبل أن يهز شباك ألمانيا الغربية في النهائي، ومن ثم التتويج بلقب كأس العالم إلى جانب الأسطورة مارادونا.

## الإنجازات
- دوري المحترفين السعودي 2017–18

## روابط خارجية
- خوان براون على موقع قاعدة بيانات كرة القدم.إي يو (الإنجليزية)
- خوان براون على موقع Soccerway.com (الإنجليزية)
- خوان براون على موقع عالم كرة القدم.نت (الإنجليزية)